# USB-C

Роз'єм USB-C

USB-C або USB Type-C — специфікація пристроїв та кабелів USB. Опублікована USB Implementers Forum.
Розроблена майже в той самий час, як і специфікація USB 3.1, але відрізняється від неї. USB Type-C Specification 1.0 визначає невеликий роз'єм для пристроїв USB .

## Опис

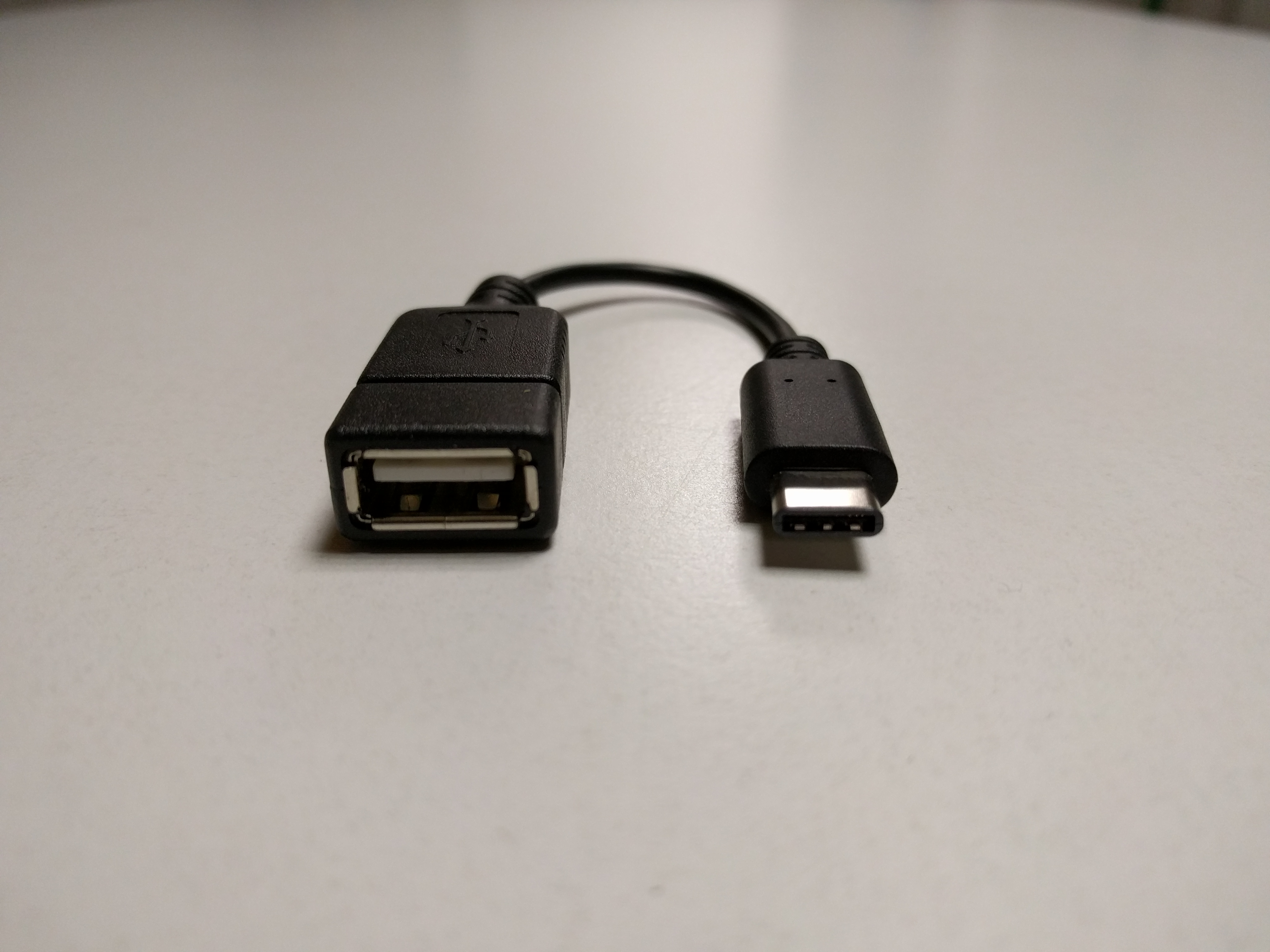
Перехідник з USB-A на USB-C

Роз'єм USB Type-C підключається як хост і пристрій, замінюючи різні Type-B і Type-A роз'єми і кабелі стандарту, призначені для використання та удосконалення протягом довгого часу.
24-контактний роз'єм двостороннього типу C має майже такий же розмір, як Micro-B USB — 8,4 мм (0,33 дюйма) на 2,6 мм (0,10 дюйма).
Це означає, що він досить малий, навіть для найменших периферійних пристроїв.
Кабель USB, який використовує роз'єм Type-C однаковий на обох кінцях. Сам роз'єм також симетричний і не має верху та низу, тобто він може бути підключений в обох напрямках.
Роз'єм забезпечує чотири пари живлення/заземлення, дві диференціальні пари для шини даних USB 2.0 (хоча тільки одна пара реалізовується в кабелі Type-C), чотири пари для шини високошвидкісної передачі даних, два контакти для «використання бічної смуги», два контакти конфігурації для визначення орієнтації кабелю, виділений канал даних конфігурації з біфазним кодуванням (BMC) і VCONN живлення +5В для активних кабелів.
Підключення старішого пристрою до хосту з Type-C розеткою потребує кабель або перехідник з Type-A або Type-B штекером на одному кінці та Type-C штекером на іншому кінці. Кабелі та адаптери з Type-C розетками не «визначені або дозволені» специфікацією, оскільки це може призвести до «багатьох неправильних або потенційно небезпечних» комбінацій кабелів.
Повнофункціональні USB Type-C кабелі є активними, поміченими в електронному вигляді, які містять чип з функцією ID на основі інформації з каналу даних конфігурації і визначених розробником повідомлень (VDMs) з USB Power Delivery 2.0 специфікації. USB Type-C пристрої можуть опційно підтримувати енергетичні струми шини 1,5 А і 3,0 А по шині 5 V живлення на додаток до базового рівня 900 мА; пристрої можуть або постачати підвищений струм USB через лінію конфігурації, або ж вони можуть підтримувати повну специфікацію живлення з використанням як BMC-кодованої лінії конфігурації, так і традиційної BFSK-кодованої Vbus лінії.
Габарити роз'єму (8,34 × 2,56 мм) дозволяють без особливих складнощів використовувати його для пристроїв будь-якого класу, включаючи смартфони / планшети з мінімально розумною товщиною корпуса.
Конструктивно роз'єм має овальну форму. Сигнальні і силові контакти розміщені на пластиковій стійці в центральній частині. Контактна група USB Type-C включає 24 контакти. Це набагато більше, ніж у роз'ємів USB попереднього покоління. На потреби USB 1.0 / 2.0 виділялося всього 4 контакти, а роз'єми USB 3.0 мають 9 контактів.
Перевага USB Type-C — симетричний роз'єм, що спрощує підключення: не потрібно відслідковувати бік підключення. Роз'єми з кожного боку кабелю ідентичні, однакові.
Фіксування штекера в роз'ємі відбувається за рахунок внутрішніх бічних засувок.
Механічний ресурс роз'єму USB Type-C становить близько 10 000 підключень, як й для роз'єму USB 2.0 Micro-B.
USB Type-C не є інтерфейсом передачі даних, це тип роз'єму, що дозволяє зв'язати воєдино різні сигнальні і силові лінії.
Одна з переваг USB Type-C — можливість використання для передачі даних інтерфейсу USB 3.1, який обіцяє підвищення пропускної спроможності до 10 Гбіт / с. Однак, USB Type-C і USB 3.1 — це не рівнозначні терміни і точно не синоніми. У форматі USB Type-C можуть бути реалізовані можливості як USB 3.1, так і USB 3.0 і навіть USB 2.0. Підтримку тієї чи іншої специфікації визначає інтегрований контролер. Звичайно, з більшою ймовірністю порти USB Type-C будуть з'являтися на пристроях, що підтримують високу швидкість передачі даних, але це не догма.
Для USB 3.1 Gen 1 — 5 Гбіт/с, USB 3.1 Gen 2 — 10 Гбіт/с. Apple Macbook і Chromebook Pixel мають порти USB Type-C з пропускною спроможністю 5 Гбіт/с, тобто USB 3.1 Gen 1.
Macbook Pro оснащений контролером USB 3.1 Gen 2 — 10 Гбіт/с. Проте планшет Nokia N1, хоча має порт USB Type-C, але його швидкість обмежена контролером USB 2.0, який обслуговує цей порт, що призводить до пропускної здатності 480 Мбіт/c.
Позначення «USB 3.1 Gen 1» можна назвати своєрідною маркетинговим прийомом. Номінально подібний порт має можливості ідентичні таким для USB 3.0. Більш того, для даної версії «USB 3.1» можуть використовуватися ті ж контролери, що й для реалізації шини попереднього покоління. На початковому етапі такий прийом напевно активно застосовуватимуть виробники, випускаючи нові пристрої з USB Type-C для яких не потрібна максимальна пропускна здатність.
Важливо розуміти, що номінально порт USB Type-C може використовуватися для максимально продуктивного підключення на швидкостях до 10 Гбіт/c, але, щоб отримати таку пропускну здатність, її повинні забезпечувати пристрої, що підключаються. Наявність USB Type-C не є показником реальних швидкісних можливостей порту. Їх варто попередньо уточнювати в специфікаціях конкретних продуктів.

### Довжина кабелю
Швидкість передачі даних залежить від довжини кабелю — що довше, то повільніше:
- швидкість 10 Гбіт/c (Gen 2) передачі даних може бути забезпечена кабелем довжиною до 1 метру;
- швидкість до  5 Гбіт/c (Gen 1) — довжина кабелю до 2 м.

### Живлення
Особливість, яку привносить USB Type-C — можливість передачі енергії потужністю до 100 Вт.
При початковій розробці шини USB передача енергії була другорядною функцією. Порт USB 1.0 забезпечував всього 0,75 Вт (0,15 А, 5 В). Досить для роботи мишки/клавіатури, але не більше того. Для USB 2.0 номінальна сила струму була збільшена до 0,5 А, що дозволило отримати вже 2,5 Вт. Цього часто вистачало для живлення, наприклад, зовнішніх жорстких дисків формату 2,5. Для USB 3.0 номінально передбачена сила струму в 0,9 А, що при постійній напрузі живлення в 5В вже гарантує потужність в 4,5 Вт. Спеціальні посилені роз'єми на материнських платах або ноутбуках здатні були видавати до 1,5 А для прискорення зарядки підключених мобільних пристроїв, але це все ще 7,5 Вт. На тлі цих цифр можливість передачі 100 Вт виглядає чимось фантастичним. Однак, щоб порт USB Type-C наповнився необхідними потужностями, потрібна підтримка специфікації USB Power Delivery 2.0 (USB PD). Якщо такої немає, порт USB Type-C штатно зможе видати на-гора 7,5 Вт (1,5 А, 5 В) або 15 Вт (3А, 5 В) в залежності від конфігурації.
Щоб упорядкувати енергетичні можливості портів з USB PD, була розроблена система силових профілів, які передбачають можливі комбінації напруг і струмів. Відповідність Profile 1 гарантує можливість передачі 10 Вт енергії, Profile 2 — 18 Вт, Profile 3 — 36 Вт, Profile 4 — 60 Вт, Profile 5 — 100 Вт. Порт, відповідний профілю вищого рівня, підтримує можливості попередніх по низхідній. Як опорні напруги обрані 5В, 12В і 20В. Використання 5В необхідно для сумісності з величезним парком наявної USB-периферії. 12В — стандартна напруга живлення різних компонентів систем. 20В запропоновано з урахуванням того, що для зарядки акумуляторів більшості ноутбуків використовуються зовнішні БЖ на 19-20В.
Звичайно, добре, коли пристрій оснащений USB Type-C, що підтримує максимальний енергетичний профіль USB PD. Саме такий роз'єм дозволяє передавати до 100 Вт енергії. Очевидно, що порти з подібним потенціалом можуть з'явитися на деяких потужних ноутбуках, спеціальних док-станціях або материнських платах, де для потреб USB Type-C будуть виділені окремі фази внутрішнього блоку живлення. Мова про те, що необхідну потужність необхідно якось згенерувати і підвести до контактів USB Type-C. Та й для передачі енергії такої потужності потрібні активні кабелі.
Тут важливо розуміти, що не будь-який порт нового формату зможе забезпечити заявлену потужність в 100 Вт. Потенційна можливість для цього є, проте дане питання обов'язково має бути вирішене виробником на рівні схемотехніки. Також не варто плекати ілюзій щодо того, що вищевказані 100 Вт можна буде отримати, скажімо, від блоку живлення розміром з сірникову коробку і тепер зарядкою від смартфона можна буде живити свій ігровий ноутбук і підключений до нього 27-дюймовий монітор. Все ж закон збереження енергії продовжує працювати, а тому зовнішній БЖ на 100 Вт з портом USB Type-C буде являти собою все такий же важкий брусок, як і раніше. В цілому ж сама можливість передачі енергії такої потужності за допомогою універсального компактного роз'єму — це, звичайно ж, плюс. Як мінімум, прекрасна можливість позбутися від різнобою оригінальний силових конекторів, якими особливо часто грішать виробники ноутбуків.
Ще одна корисна особливість USB Type-C — можливість зміни напрямку передачі енергії. Якщо дозволяє схемотехніка пристроїв, споживач може, наприклад, на час стати джерелом заряду. Причому для зворотного енергетичного обміну не знадобиться навіть перепідключення роз'ємів.
Порт USB Type-C спочатку розроблявся як універсальне рішення. Крім безпосередньої передачі даних по USB, він може також використовуватися в альтернативному режимі (Alternate Mode) для реалізації сторонніх інтерфейсів. Таку гнучкість USB Type-C використовувала асоціація VESA, запровадивши можливість передачі відеопотоку за допомогою DisplayPort Alt Mode.
USB Type-C має в своєму розпорядженні чотири високошвидкісні лінії (пари) Super Speed USB. Якщо дві з них виділяються на потреби DisplayPort, цього достатньо для отримання картинки з роздільною здатністю 4 K (3840 × 2160). При цьому не страждає швидкість передачі даних по USB. На піку це все ті ж 10 Гбіт/с (для USB 3.1 Gen2). Також передача відеопотоку ніяк не впливає на енергетичні спроможності порту. На потреби DisplayPort може бути виділено навіть 4 швидкісні лінії. У цьому випадку будуть доступні режими аж до 5K (5120 × 2880). У такому режимі залишаються незадіяні лінії USB 2.0, тому USB Type-C все ще зможе паралельно передавати дані, хоча вже з обмеженою швидкістю.
В альтернативному режимі для передачі аудіопотоку використовуються контакти SBU1 / SBU2, які перетворюються в канали AUX + / AUX-. Для протоколу USB вони не задіюються, тому тут теж ніяких додаткових функціональних втрат.
При використанні інтерфейсу DisplayPort, конектор USB Type-C, як і раніше, можна підключати будь-якою стороною. Необхідне сигнальне узгодження передбачено спочатку.
Підключення пристроїв за допомогою HDMI, DVI і навіть D-Sub (VGA) також можливо, але для цього знадобляться окремі перехідники, проте це повинні бути активні адаптери, так як для DisplayPort Alt Mode, що не підтримується режим Dual-Mode Display Port (DP ++) .
Альтернативний режим USB Type-C може бути використаний не лише для протоколу DisplayPort. Можливо, незабаром ми дізнаємося про те, що даний порт навчився, наприклад, передавати дані за допомогою PCI Express або Ethernet.

### Сумісність. Труднощі «перехідникового» періоду
Потреба в універсальному компактному роз'ємі, який можна було б використовувати для передачі даних, відео-аудіопотоків і електроенергії, назріла вже досить давно. З огляду на обопільний інтерес, як з боку користувачів, так і виробників обладнання, є всі передумови для того, щоб USB Type-С «вистрілив».
Компактні розміри, простота і зручність підключення поряд з широкими можливостями обіцяють коннектору перспективи повторити успіх свого попередника. Звичний порт USB кілька разів модернізувався, проте прийшов час кардинальних змін. 10 Гбіт/c з можливістю подальшого масштабування, передача енергії потужністю до 100 Вт і картинка з роздільною здатністю до 5К. Ще один аргумент у скарбничку USB Type-C — відкритий стандарт, що не вимагає від виробників ліцензійних відрахувань. Попереду ще багато роботи, але попереду видно результат, заради якого варто пройти цей шлях.

## Зв'язок з іншими специфікаціями

### Характеристики USB-C
Як визначено в USB Type-C Cable and Connector Language Usage Guidelines, якщо продукт(пристрій) містить USB Type-C, він не обов'язково підтримує:
- USB 3.1
- USB Power Delivery

Nokia N1, один із найперших продуктів з USB Type-C, підтримує тільки USB 2.0.

### Альтернативний режим, специфікації партнерів
The USB Implementers Forum працює з своїми Alternate Mode партнерами з метою, щоб порти були відповідно позначені.
1. DisplayPort Alternate Mode on USB Type-C Connector Standard — published in September 2014, supporting DisplayPort 1.3[4]
2. MHL Alternate Mode / MHL Alt mode announced November 2014[5] supporting MHL 3.0[6][7]
3. Thunderbolt Alternate Mode[8] supporting Thunderbolt 3[9][10][11]

Можливі інші протоколи послідовної передачі даних -такі, як PCI Express та Base-T Ethernet[джерело?].

## Розпіновка роз'єму і кабелю

### Розпіновка роз'єму
| A1 | GND    | Ground return                                   | B12 | GND    | Ground return                                   |
| A2 | SSTXp1 | SuperSpeed differential pair #1, TX, positive   | B11 | SSRXp1 | SuperSpeed differential pair #1, RX, positive   |
| A3 | SSTXn1 | SuperSpeed differential pair #1, TX, negative   | B10 | SSRXn1 | SuperSpeed differential pair #1, RX, negative   |
| A4 | VBUS   | Bus power                                       | B9  | VBUS   | Bus power                                       |
| A5 | CC1    | Configuration channel                           | B8  | SBU2   | Sideband use (SBU)                              |
| A6 | Dp1    | USB 2.0 differential pair, position 1, positive | B7  | Dn2    | USB 2.0 differential pair, position 2, negative |
| A7 | Dn1    | USB 2.0 differential pair, position 1, negative | B6  | Dp2    | USB 2.0 differential pair, position 2, positive |
| A8 | SBU1   | Sideband use (SBU)                              | B5  | CC2    | Configuration channel                           |
| A9 | VBUS   | Bus power                                       | B4  | VBUS   | Bus power                                       |
| A10 | SSRXn2 | SuperSpeed differential pair #2, RX, negative   | B3  | SSTXn2 | SuperSpeed differential pair #2, TX, negative   |
| A11 | SSRXp2 | SuperSpeed differential pair #2, RX, positive   | B2  | SSTXp2 | SuperSpeed differential pair #2, TX, positive   |
| A12 | GND    | Ground return                                   | B1  | GND    | Ground return                                   |
| USB 2.0 differential pair connects only in one position; position 2 is not physically present in the plug |        |                                                 |     |        |                                                 |

| Type-C plug 1                                                   | Type-C plug 1 | Type-C cable     | Type-C cable          | Type-C cable                            | Type-C plug 2    | Type-C plug 2 |
| Контакт                                                         | Назва         | Колір провідника | Назва                 | Опис                                    | Контаки          | Назва         |
| --------------------------------------------------------------- | ------------- | ---------------- | --------------------- | --------------------------------------- | ---------------- | ------------- |
| Shell                                                           | Shield        | Braid            | Shield                | Cable external braid                    | Shell            | Shield        |
| A1, B1, A12, B12                                                | GND           | Tin-plated       | GND_PWRrt1 GND_PWRrt2 | Ground for power return                 | A1, B1, A12, B12 | GND           |
| A4, B4, A9, B9                                                  | VBUS          | Red              | PWR_VBUS1 PWR_VBUS2   | VBUS power                              | A4, B4, A9, B9   | VBUS          |
| B5                                                              | VCONN         | Yellow           | PWR_VCONN             | VCONN power                             | B5               | VCONN         |
| A5                                                              | CC            | Blue             | CC                    | Configuration channel                   | A5               | CC            |
| A6                                                              | Dp1           | White            | UTP_Dp                | Unshielded twisted pair, positive       | A6               | Dp1           |
| A7                                                              | Dn1           | Green            | UTP_Dn                | Unshielded twisted pair, negative       | A7               | Dn1           |
| A8                                                              | SBU1          | Red              | SBU_A                 | Sideband use A                          | B8               | SBU2          |
| B8                                                              | SBU2          | Black            | SBU_B                 | Sideband use B                          | A8               | SBU1          |
| A2                                                              | SSTXp1        | Yellow *         | SDPp1                 | Shielded differential pair #1, positive | B11              | SSRXp1        |
| A3                                                              | SSTXn1        | Brown *          | SDPn1                 | Shielded differential pair #1, negative | B10              | SSRXn1        |
| B11                                                             | SSRXp1        | Green *          | SDPp2                 | Shielded differential pair #2, positive | A2               | SSTXp1        |
| B10                                                             | SSRXn1        | Orange *         | SDPn2                 | Shielded differential pair #2, negative | A3               | SSTXn1        |
| B2                                                              | SSTXp2        | White *          | SDPp3                 | Shielded differential pair #3, positive | A11              | SSRXp2        |
| B3                                                              | SSTXn2        | Black *          | SDPn3                 | Shielded differential pair #3, negative | A10              | SSRXn2        |
| A11                                                             | SSRXp2        | Red *            | SDPp4                 | Shielded differential pair #4, positive | B2               | SSTXp2        |
| A10                                                             | SSRXn2        | Blue *           | SDPn4                 | Shielded differential pair #4, negative | B3               | SSTXn2        |
| *Кольори для покриття провідників не встановлені за стандартом' |               |                  |                       |                                         |                  |               |

## Сумісність устаткування і ОС

### Підтримка в ОС
- Windows 8.1 працює з USB 3.1 та USB Type-C. [12]
- Windows 10 працює з USB Type-C та підтримує USB 3.1 альтернативні режими, billboard, живлення, підтримку аудіо аксесуарів та USB Dual Role . [13]
- OS X працює з USB 3.1 та USB Type-C. [14]
- Android 6.0 Marshmallow заявлено, що буде підтримувати. [15]

### Сумісність устаткування

#### Нетбуки, планшети та смартфони
Серед найперших пристроїв, що містять USB Type-C кабель є Nokia N1 таблет , Apple's 2015 MacBook (що має тільки єдиний порт першого покоління USB 3.1), та другий Chromebook Pixel від Google. HP Pavilion x2 10 роз'ємний 2 в 1 Hybrid також має USB Type-C порт  [Архівовано 9 жовтня 2015 у Wayback Machine.] . Найперший смартфон, що містить USB Type-C кабель -це пристрій від китайського виробника LeTV. OnePlus 2, послідовник OnePlus One mobile, також використовує USB Type-C порт. Nexus 5X та Nexus 6P анонсовані Google 29 Вересня 2015 також мають можливість підключення USB Type C.

#### Сховища
- LaCie анонсувала мобільний накопичувач.[20][21]
- SanDisk почала випускати лінію SSD що підключаються з використанням 10 Gbit/s USB 3.1 Type-C[22]